# Lambada (película)
Lambada es una película romántica musical estadounidense de 1990 dirigida por Joel Silberg y protagonizada por J. Eddie Peck, Melora Hardin, Ricky Paull Goldin, Dennis Burkley y Keene Curtis.
Guarda muchas similitudes con El baile prohibido.

## Argumento
Una ardiente cultura de baile underground choca frontalmente con un mundo de riqueza y privilegio... Se trata de un sensual baile, la "Lambada". Kevin Laird (J. Eddie Peck) es profesor de instituto de día y de noche bailarín de lambada y profesor de matemáticas para chicos marginados en el pub "No Mens Land", donde lo apodan "Blade". La reputación de Kevin corre peligro cuando una alumna celosa descubre su doble vida.

## Reparto
- J. Eddie Peck - Kevin Laird/Blade/Carlos Gutiérrez
- Melora Hardin - Sandy Thomas
- Shabba Doo - Ramone
- Leticia Vásquez - Pink Toes
- Dennis Burkley - Tío Big
- Rita Bland - Lesley
- Jimmy Locust - Ricochet
- Kayla Blake - Bookworm (como Elsie Sniffen)
- Richard Giorla - Double J
- Debra Hopkins - Muriel (como Debra Spagnoli)
- Eddie García - Chili
- Kristina Starman - Linda Laird
- Keene Curtis - Director Singleton
- Gigi Hunter - Bailarina en el aula
- Basil Hofman - Supt. Leland
- Bonita Money - Lead Dancer
- Ricky Paull Goldin - Dean
- Eric Taslitz - Egghead
- Michael Phenicie - Collins

## Banda sonora
1. Set Night On Fire - Sweet Obsession
2. This Moment In Time - Absolute
3. Perfect - Dina D!
4. Tease Me, Please Me - Tony Terry
5. Lambada Dancing - Kathy Sledge
6. Gotta Lambada - Absolute
7. I Like The Rhythm - Carrie Lucas (Sandy's Fantasy Theme)
8. Rock Lambada - Johnny Thomas Jr.
9. Wes Groove - Billy Wolfer
10. Sata - Brenda K. Starr
11. Give It Up - Judette Warren

Canciones no incluidas en el álbum
- I Can't Live Without My Rock N' Roll - Micki Free
- When We Make Love - Belva Haney
- Computer Dance - Greg DeBelles
- Heat Of The Night - Soul II Soul